# Claude Joste
Claude Joste (nom de plume de Claude Hubert Marc Goldstein, né à Paris (17e) le 2 novembre 1929 et mort en Espagne le 13 septembre 2016) est un écrivain français, auteur de roman policier, de roman d'espionnage et de roman de guerre. Il utilise également le pseudonyme de Marc Revest en collaboration avec Stéphane Jourat et celui de Claude Roland en collaboration avec Maurice Roland.

## Biographie
Il est tout d'abord officier d’active et prend part aux guerres d’Indochine et d’Algérie : lieutenant chef de Groupement de Commandos durant la guerre d’Indochine, puis Capitaine à la Légion Étrangère durant la guerre d’Algérie et Officier des Affaires Sahariennes. Il sera titulaire de 12 Citations et sera fait officier de la Légion d’honneur.
Il quitte l'armée en 1965 pour se consacrer à l'écriture. Auteur prolifique, il fait paraître en 1967 son premier roman policier, Le Chandelier de Noël, aux éditions Fleuve noir. Il fait dès lors partie des piliers de cet éditeur, publiant dans ses principales collections : Spécial Police, Espionnage et Feu. De son abondante production, qui révèle un habile fabricant, les meilleurs romans sont, selon le Dictionnaire des littératures policières, « Concours complet (1986), qui se déroule lors d'une compétition de jumping, Un goût de fruit vert (1980), l'assassinat d'un peintre spécialisé dans l'érotisme, La Crème au citron (1969) et Mélodie en noir (1980) ».

## Œuvre

### Romans

#### Dans la collection Spécial Police du Fleuve noir
- Le Chandelier de Noël, coll. « Spécial Police » (no 599), 1967
- La Dernière Ronde, coll. « Spécial Police » (no 651), 1968
- La Came de l'été, coll. « Spécial Police » (no 682), 1968
- Le Braco du Vaccarès, coll. « Spécial Police » (no 711), 1969
- La Crème au citron, coll. « Spécial Police » (no 739), 1969
- Un chèque au soleil, coll. « Spécial Police » (no 775), 1970
- Safari pour un mort, coll. « Spécial Police » (no 804), 1970
- Le Deux cent quatre-vingt huitième feuillet, coll. « Spécial Police » (no 838), 1970
- Le Hongrois, coll. « Spécial Police » (no 862), 1970
- Le Nuage bleu, coll. « Spécial Police » (no 889), 1971 (réimpr. 1982) (ISBN 2-265-01976-3)
- Le Grand Comptable, coll. « Spécial Police » (no 919), 1971 (réimpr. 1981) (ISBN 2-265-01752-3)
- Bagatelles pour un ministre, coll. « Spécial Police » (no 955), 1972
- Meurtre pour Hélène, coll. « Spécial Police » (no 975), 1972
- Symphonie pour un homme seul, coll. « Spécial Police » (no 995), 1972 (réimpr. 1980) (ISBN 2-265-01519-9)
- Enquête buissonnière, coll. « Spécial Police » (no 017), 1973 (réimpr. 1982) (ISBN 2-265-02125-3)
- Les Compagnons de l'arche, coll. « Spécial Police » (no 1040), 1973
- Brelan d'étoiles, coll. « Spécial Police » (no 1056), 1973 (réimpr. 1983) (ISBN 2-265-02448-1)
- Les Jeudis d'Auteuil, coll. « Spécial Police » (no 1071), 1973
- Le Suppléant, coll. « Spécial Police » (no 1087), 1974
- Pension des artistes, coll. « Spécial Police » (no 1101), 1974
- Le Diable à quatre, coll. « Spécial Police » (no 121), 1974 (réimpr. 1983) (ISBN 2-265-02388-4)
- Publi-Cythère, coll. « Spécial Police » (no 1132), 1974
- Les Autruches, coll. « Spécial Police » (no 1145), 1974
- Silence, on s'aime, coll. « Spécial Police » (no 1169), 1975
- Un commissaire en quête d'auteur, coll. « Spécial Police » (no 1174), 1975
- Le Chien de pique, coll. « Spécial Police » (no 1195), 1975
- Devoirs de vacances, coll. « Spécial Police » (no 1212), 1975
- Le Tigre bleu, coll. « Spécial Police » (no 1218), 1975
- Les Fleurs du mâle, coll. « Spécial Police » (no 1238), 1976
- Lady Carats, coll. « Spécial Police » (no 1258), 1976 (ISBN 2-265-00029-9)
- À ne pas rater, coll. « Spécial Police » (no 1272), 1976 (ISBN 2-265-00097-3)
- Dites-le avec du caviar, coll. « Spécial Police » (no 1284), 1976 (ISBN 2-265-00163-5)
- L'annonce faite au marri, coll. « Spécial Police » (no 1306), 1977 (ISBN 2-265-00239-9)
- Stop-music, coll. « Spécial Police » (no 1324), 1977 (ISBN 2-265-00305-0)
- La nuit commence à l'aube, coll. « Spécial Police » (no 1334), 1977 (ISBN 2-265-00365-4)
- L'antiquaire expose à la morgue, coll. « Spécial Police » (no 1373), 1977 (ISBN 2-265-00503-7)
- En piste pour le meurtre, coll. « Spécial Police » (no 1386), 1978 (ISBN 2-265-00557-6)
- Meurtre en différé, coll. « Spécial Police » (no 1397), 1978 (ISBN 2-265-00615-7)
- Philatéliquement froid, coll. « Spécial Police » (no 1430), 1978 (ISBN 2-265-00739-0)
- Photo-mélodie, coll. « Spécial Police » (no 1438), 1978 (ISBN 2-265-00780-3)
- La Nuit du hasard, coll. « Spécial Police » (no 1454), 1979 (ISBN 2-265-00826-5)
- L'Inconnue du bois de Vincennes, coll. « Spécial Police » (no 1478), 1979 (ISBN 2-265-00934-2)
- Les Apôtres du Saint-Pèze, coll. « Spécial Police » (no 1487), 1979 (ISBN 2-265-01001-4)
- Ciné-meurtre, coll. « Spécial Police » (no 1514), 1979 (ISBN 2-265-01078-2)
- Un hiver soleil-jaune, coll. « Spécial Police » (no 1522), 1979 (ISBN 2-265-01126-6)
- Un goût de fruit vert, coll. « Spécial Police » (no 1547), 1980 (ISBN 2-265-01212-2)
- Belles et Buts, coll. « Spécial Police » (no 1573), 1980 (ISBN 2-265-01312-9)
- Le Grand Banco, coll. « Spécial Police » (no 1596), 1980 (ISBN 2-265-01427-3)
- Mélodie en noir, coll. « Spécial Police » (no 1601), 1980 (ISBN 2-265-01450-8)
- Le Bal des paumés, coll. « Spécial Police » (no 1608), 1980 (ISBN 2-265-01457-5)
- La Planète Léa, coll. « Spécial Police » (no 1666), 1981 (ISBN 2-265-01714-0)
- Manèges, coll. « Spécial Police » (no 1680), 1981 (ISBN 2-265-01822-8)
- Saint-Antoine-des-Fourneaux, coll. « Spécial Police » (no 1695), 1982 (ISBN 2-265-01833-3)
- Vous qui allez juger, coll. « Spécial Police » (no 1752), 1982
- Victoire perdue, coll. « Spécial Police » (no 1798), 1983 (ISBN 2-265-02258-6)
- Feu le Baron, coll. « Spécial Police » (no 1831), 1983 (ISBN 2-265-02423-6)
- Jeux de dames, coll. « Spécial Police » (no 1871), 1984 (ISBN 2-265-02585-2)
- Corps à cœur, coll. « Spécial Police » (no 1884), 1984 (ISBN 2-265-02648-4)
- Les Chocolats de minuit, coll. « Spécial Police » (no 1912), 1984 (ISBN 2-265-02830-4)
- La Quatrième Clé, coll. « Spécial Police » (no 1954), 1985 (ISBN 2-265-03036-8)
- Moto-Drame, coll. « Spécial Police » (no 1971), 1985 (ISBN 2-265-03112-7)
- Concours complet, coll. « Spécial Police » (no 1989), 1986 (ISBN 2-265-03187-9)
- Vapeurs judiciaires, coll. « Spécial Police » (no 2023), 1986 (ISBN 2-265-03415-0)
- Les Clarines de Neuilly, coll. « Spécial Police » (no 2038), 1987 (ISBN 2-265-03484-3)

#### Dans la collectionEspionnagedu Fleuve noir
- Comme un engrenage..., coll. « Espionnage » (no 886), 1971
- Feu au Bengale, coll. « Espionnage » (no 923), 1971
- Pigeon, tire !, coll. « Espionnage » (no 942), 1972
- La Grande Marmite, coll. « Espionnage » (no 963), 1972
- Barbouz's Club, coll. « Espionnage » (no 1005), 1972
- Putschissimo, coll. « Espionnage » (no 1016), 1973
- Intox circus, coll. « Espionnage » (no 1030), 1973
- Inter-services deuil, coll. « Espionnage » (no 1066), 1973
- Tant qu'il y aura des dingues, coll. « Espionnage » (no 1084), 1974
- Requiem pour un sceptique, coll. « Espionnage » (no 1102), 1974
- Play-back pour un lampiste, coll. « Espionnage » (no 1123), 1974
- La Grande Farce, coll. « Espionnage » (no 1158), 1974
- La Pince, coll. « Espionnage » (no 1169), 1975
- La morgue affiche complet, coll. « Espionnage » (no 1192), 1975
- Le Sixième Corps, coll. « Espionnage » (no 1204), 1975
- Café-philtre, coll. « Espionnage » (no 1241), 1975
- Au vent des ramblas, coll. « Espionnage » (no 1253), 1976 (ISBN 2-265-00001-9)
- T... chèque barré, coll. « Espionnage » (no 1269), 1976 (ISBN 2-265-00063-9)
- Corée... Graphie, coll. « Espionnage » (no 1273), 1976 (ISBN 2-265-00088-4)
- Le Cas Anderson, coll. « Espionnage » (no 1304), 1976 (ISBN 2-265-00210-0)
- La Chanson de Sam, coll. « Espionnage » (no 1319), 1976 (ISBN 2-265-00263-1)
- À chacun sa chance, coll. « Espionnage » (no 1347), 1977 (ISBN 2-265-00384-0)
- Des fleurs pour la couronne, coll. « Espionnage » (no 1361), 1977 (ISBN 2-265-00435-9)
- Le Rat dans la nasse, coll. « Espionnage » (no 1402), 1978 (ISBN 2-265-00610-6)
- La Faille dans l'ombre, coll. « Espionnage » (no 1424), 1978 (ISBN 2-265-00700-5)
- Polonaise en raid majeur, coll. « Espionnage » (no 1438), 1978 (ISBN 2-265-00774-9)
- Le Clan des cloportes, coll. « Espionnage » (no 1463), 1978 (ISBN 2-265-00900-8)
- Vacances roumaines, coll. « Espionnage » (no 1477), 1979 (ISBN 2-265-00997-0)
- Balade irlandaise, coll. « Espionnage » (no 1486), 1979 (ISBN 2-265-01046-4)
- La Toile d'araignée, coll. « Espionnage » (no 1503), 1979 (ISBN 2-265-01123-1)
- Les Aveux d'Ellen, coll. « Espionnage » (no 1507), 1979 (ISBN 2-265-01147-9)
- Le Dossier Chambris, coll. « Espionnage » (no 1514), 1979 (ISBN 2-265-01172-X)
- Un certain Tiburce, coll. « Espionnage » (no 1528), 1980 (ISBN 2-265-01262-9)
- Le Réseau de Rio, coll. « Espionnage » (no 1546), 1980 (réimpr. 1980) (ISBN 2-265-01379-X et 2-830-20133-7)
- Estocade à l'Estoril, coll. « Espionnage » (no 1557), 1980 (ISBN 2-265-01444-3)
- Le Petit Arpent des neutrons, coll. « Espionnage » (no 1563), 1980 (réimpr. 1980) (ISBN 2-265-01472-9)
- Vacance diplomatique, coll. « Espionnage » (no 1576), 1981 (ISBN 2-265-01556-3)
- Les Minables, coll. « Espionnage » (no 1602), 1981 (ISBN 2-265-01722-1)
- Manipulations, coll. « Espionnage » (no 1616), 1981 (ISBN 2-265-01799-X)
- Le Droit de penser, coll. « Espionnage » (no 1622), 1981 (ISBN 2-265-01826-0)
- Hidalgo, whisky et... les autres, coll. « Espionnage » (no 1637), 1982 (ISBN 2-265-01891-0)
- Overdose, coll. « Espionnage » (no 1649), 1982 (ISBN 2-265-01949-6)
- Consuls à vendre, coll. « Espionnage » (no 1662), 1982 (ISBN 2-265-02033-8)
- C'est pas dans la poche, coll. « Espionnage » (no 1675), 1982 (ISBN 2-265-02083-4)
- Chèques en... deuil, coll. « Espionnage » (no 1686), 1983 (ISBN 2-265-02149-0)
- Les Jeux du Cirque, coll. « Espionnage » (no 1693), 1983 (ISBN 2-265-02172-5)
- D'une pierre deux coups, coll. « Espionnage » (no 1709), 1983 (ISBN 2-265-02291-8)
- Adorable Muriel, coll. « Espionnage » (no 1727), 1983 (ISBN 2-265-02417-1)
- Les Foudres de Dieu, coll. « Espionnage » (no 1734), 1983 (ISBN 2-265-02440-6)
- Flagrant Delhi, coll. « Espionnage » (no 1763), 1984 (ISBN 2-265-02639-5)
- Les Chinois de l'aube, coll. « Espionnage » (no 1788), 1984 (ISBN 2-265-02824-X)
- Perdu, c'est gagné !, coll. « Espionnage » (no 1820), 1985 (ISBN 2-265-03008-2)
- Le Pantin de Bangkok, coll. « Espionnage » (no 1839), 1985 (ISBN 2-265-03109-7)
- Le Tango des barbouzes, coll. « Espionnage » (no 1843), 1985 (ISBN 2-265-03135-6)
- La Bourlingue, coll. « Espionnage » (no 1862), 1986 (ISBN 2-265-03297-2)
- Opération Memphis, coll. « Espionnage » (no 1876), 1986 (ISBN 2-265-03386-3)
- La Mort en boîte, coll. « Espionnage » (no 1885), 1986 (ISBN 2-265-03459-2)
- Le Stress du robot, coll. « Espionnage » (no 1888), 1987 (ISBN 2-265-03480-0)

#### Dans la collection Feu du Fleuve noir
- La Nuit des sampans, coll. « Feu » (no 25), 1965
- Le Réseau Barbe-rouge, coll. « Feu » (no 31), 1965
- Les Paras de novembre, coll. « Feu » (no 38), 1966
- Le Carillon de Barcelone, coll. « Feu » (no 44), 1966
- Les Sirènes de Madrid, coll. « Feu » (no 50), 1966
- Pour qu'il y en ait d'autres, coll. « Feu » (no 61), 1967
- Un soleil plein de sang, coll. « Feu » (no 67), 1967
- Commando sur l'île des dieux, coll. « Feu » (no 73), 1967
- La Grande Brèche, coll. « Feu » (no 85), 1968
- Les Cochons de mer, coll. « Feu » (no 92), 1968
- Le Feu de la terre, coll. « Feu » (no 100), 1968
- Requiem pour un réseau, coll. « Feu » (no 110), 1969
- Corsaire dans l'Atlantique, coll. « Feu » (no 117), 1969
- Le Bourreau de Prague, coll. « Feu » (no 124), 1969
- Des blindés et des hommes, coll. « Feu » (no 137), 1970
- Autobus pour Arnhem, coll. « Feu » (no 141), 1970

#### Autres romans au Fleuve noir
- Le Ver, 1969 (réimpr. 1982) (ISBN 2-265-02135-0)
- À chacun sa guerre, 1983 (ISBN 2-265-02460-0)

## Adaptation
- 1989 : Le Crime de Neuilly, épisode de la série télévisée française Le Triplé gagnant réalisé par Claude Barrois, adaptation du roman Les Clarines de Neuilly (1987), avec Raymond Pellegrin